# Quassel IRC
Quassel IRC或Quassel是一个图形化、分布式、跨平台的IRC，由Quassel IRC Team于2008年推出。 該IRC可以運行在GNU和类Unix系统、MacOS和Microsoft Windows、OS/2等操作系統上。自从Kubuntu 9.04（Jaunty Jackalope）发布后，Quassel是Kubuntu的默认IRC客户端   。Quassel使用Qt应用程序框架。